# 远古封印之炎
《远古封印之炎》是霧行者公司的坂口博信与Racjin合作在任天堂DS平台上开发的战略角色扮演游戏。该游戏于2005年10月5日开发，由任天堂公司于2007年10月4日在日本发售。

## 剧情概要
“ARCHAIC SEALED HEAT”是“在远古被封印的火焰”的意思。米利尼亚王国的艾纱公主当时才17岁，在王位继承仪式上，接受王位的象征米利尼亚的腕轮的那一刻，一只火炎蛇突然袭来，王国被熊熊燃烧的火焰包围，一切都化为灰烬。被这种火焰灼烧过的人会由灰烬重新筑成拥有着生前所有的心灵和记忆的人，为了让这些人复原，公主与灰烬组成的随从们踏上征程，等待他们的是古代封印的谜题以及从未来到来的人。

## 游戏方式
这是一款战略角色扮演游戏，每一队3人1组，也即最多成为敌我3比3的战斗。DS机在战斗态上屏幕显示的是敌方状态，下屏幕显示我方的；非战斗态上屏幕是各项指标以及简易地图，下屏幕显示我方周围状况和菜单。每队的行动力称为AP点，在地图中移动和战斗都需要消耗AP点。AP变为0就轮到敌方移动。

## 职业构成
被火焰烧死的人由灰烬构成“灰烬战士”，成为主角的战友共同战斗。
- 战士

战士擅长于使用剑术的近战，因为不擅长用魔法攻击所以对远距离攻击无可奈何。
- 长剑客

长剑客与战士同样适合近战，只是拥有一些稍远攻击的技能，所以增加一些距离也能攻击的到敌人。
长剑客的特征是手持两把长剑，所以也可以同时攻击两个敌人。
- 道具师

根据战况不同，熟练地使用攻击型或是回复型道具。防御力极差。
道具的使用通常是近距离使用，但道具师可以使用技能让道具远距离使用。
- 盗贼

适合近战攻击，攻击同时还有几率偷到道具。敏捷度高。
- 白魔法师

白魔法师擅长回复系魔法，不适合近战。从游戏初期就出现的职业之一。
- 黑魔法师

黑魔法师擅长攻击系魔法。从游戏初期就出现的职业之一。
- 魔兽使

魔兽使是森之民特有的使用召唤魔法的职业，使用的是与白魔法师和黑魔法师不同的特殊魔法。擅长于强化与支援队友。
灰烬战士中唯一一种通常不进行直接攻击的职业，主要利用召唤出的魔兽战斗。

## 游戏人物
艾纱（配音：明坂聪美）
由于大火失去了国家的17岁公主，游戏主人公。
布鲁尼克（配音：青野武）
原为米利尼亚王国的的摄政王，被火炎蛇烧死之后，作为灰烬战士复活。
艾缪（配音：坂本真绫）
是森之民，具有与人以外的生物心灵相通的能力。和丹一起加入艾纱的队伍。
丹（配音：子安武人）
萨姆尼露西亚王国的魔导师队长。对自己国家把魔物作为战争道具的正确性抱有疑问。
玛莉提（配音：植田佳奈）
艾斯辛王国的公主，性格属于火爆型，做事坚决。与艾纱一起消灭火炎蛇。
吉卡文（配音：宮野真守）
萨姆尼露西亚王国的雇佣兵。可以同时使用两柄长剑。一个充满神秘感的人物。
库特罗兰（配音：小野坂昌也）　
从未来过来的，具有感情和思维的机器人
艾斯辛女王（配音：榊原良子）
超强的魔导师，艾斯辛王国的女王，玛莉提的母亲。到后来随主人公一起参加战斗。

## 外部资料
- 由于资料保存的要求，这款游戏是首部需2G ROM的DS游戏。大储存空间的需求有部分原因是整个游戏都充满了人物的配音和逼真的图像。
- 该游戏的世界观是基于与最终幻想VII和最终幻想IX相同的“世界轮回能量说”的坂口博信的思想。
- 游戏的动画制作是在游戏设计制作之前，因此动画的制作品质相当优良。

## 同名CD
游戏中的声优出演的同名CD由日本索尼音乐于2007年11月21日发售。

## 評價
“远古封印之炎”被批评得很厉害，以至于自2007年10月止才售出6.7万份游戏。日本零售商们已经开始大幅降价，有的零售商甚至打5折销售。
相反地是，权威杂志Fami通却给出了33分(40分满分)的高分。